# ディンソール
ディンソール（Dinsor, Dinsoor, Diinsoor）はソマリア南西部のベイ地域にある町。ディンソール地区の行政中心地。

## 歴史
1805年、遊牧民が山のふもとに泉を発見し、この町が作られた。
1997年、豪雨によりディンソールを含むソマリア南部は大規模な農被害を受けた。
2006年12月初旬、イスラーム過激組織イスラム法廷会議がディンソールを占領。12月末にソマリア暫定連邦政府とエチオピアの連合軍が奪還。
2008年、イスラーム過激組織アル・シャバブがソマリア暫定連邦政府からディンソールを奪った。
2009年3月、アル・シャバブはディンソールを通る道路に設けられていた関所を「強盗による不当なもの」として撤廃。
2011年の東アフリカ大旱魃で大きな被害を受けた。
2011年6月、首都モガディシュに避難してきたディンソールの住民が「アル・シャバブはザカートの名目で住民から家畜を徴発している」と訴えている。
2012年3月、ディンソールにおいて、アル・シャバブの合同会議が開かれ、ハッサン・ダヒール・アウェイス、ムクタール・ロボウなどの有力者も参加した。
2013年12月、アル・シャバブはラジオ放送でディンソール住民に戦闘参加を呼び掛けたが、住民はこれを拒否。
2015年2月、アメリカ軍は無人機を使ってディンソールを空爆。これによりアル・シャバブの司令官の一人が死亡。この戦闘で、住民のほとんどがいなくなっている。
2015年7月、ソマリア政府軍とAMISOMがアル・シャバブからディンソールを奪還。

## 人口
人口は1万9千6百人（2012年）。ディンソール地域全体では75,769人（2005年）。

## 著名な人物
- ハサン・アダン・サマター（英語版）、歌手。